# Stephen Moyer
Stephen Moyer, właśc. Stephen John Emery (ur. 11 października 1969 w Brentwood) – brytyjski aktor, producent i reżyser teatralny, telewizyjny i filmowy.

## Życiorys

### Wczesne lata
Urodził się w Brentwood w hrabstwie Essex, gdzie uczył się w St Martin’s School. Ukończył London Academy of Music and Dramatic Art.
Pierwsze kroki jako aktor stawiał na deskach teatrów Brentwood i Chelmsford w hrabstwie Essex. Związany był też z Young Vic Theatre, gdzie grał w operze rockowej The Iron Man. Występował na deskach Oxford Stage Company w dramacie szekspirowskim Romeo i Julia, Columbus and the Discovery of Japan i The Thebans.

### Kariera
Grywał w serialach telewizyjnych, w tym Conjugal Rites (1993-94) i Castles (1995). Został dostrzeżony jako protagonista w filmie przygodowym Książę Waleczny (Prince Valiant, 1997) z udziałem Edwarda Foxa, Thomasa Kretschmanna, Rona Perlmana, Joanny Lumley i Katherine Heigl. W dramacie kostiumowym o ostatnich latach życia kontrowersyjnego pisarza i filozofa markiza de Sade’a Zatrute pióro (Quills, 2000) u boku Kate Winslet, Geoffreya Rusha i Michaela Caine pojawił się jako Prouix.
W telefilmie przygodowym Księżniczka złodziei (Princess of Thieves, 2001) z Keirą Knightley wcielił się w rolę księcia Filipa. W kolejnych latach grał w filmach: Powstanie (Uprising), Menace, Perfect, Nasza nadzieja (Entrusted), Cena uczuć (Undiscovered) i 88 minut (88 Minutes) z Alem Pacino, a także w serialach: BBC NY-LON i Życie po falstarcie (The Starter Wife) z Debrą Messing.
Był na okładkach magazynów takich jak „Entertainment Weekly”, „TV Guide”, „Rolling Stone”, „Details” i „Men’s Health”.

## Życie prywatne
Od roku 2000 do maja 2007 był związany z Loren Haynes, z którą ma dwójkę dzieci: syna Billa (ur. 2000) i córkę Lilac (ur. 2002). W lipcu 2007 roku na planie serialu Czysta krew poznał Annę Paquin, z którą się związał w sierpniu 2009. Pobrali się 21 sierpnia 2010 roku. Mają bliźniaki: syna Charliego i córkę Poppy (ur. 12 września 2012).

## Filmografia

### Filmy fabularne
- 1996: Król głupców (Lord of Misrule) jako Olly
- 1997: Książę Waleczny (Prince Valiant) jako Książę Waleczny
- 1998: Comic Act
- 2000: Zatrute pióro (Quills) jako Prouix
- 2000: The Secret jako Marcel Birkstead
- 2001: Powstanie (Uprising) jako Kazik Rotem
- 2001: Księżniczka złodziei (Princess of Thieves) jako Książę Philip
- 2001: Men Only jako Jason
- 2001: Trinity jako Brach
- 2002: Menace jako Mark
- 2003: Nasza nadzieja (Entrusted) jako David Quatermain
- 2003: Perfect jako Mark
- 2004: Deadlines jako Alex Randal
- 2004: The Final Quest jako młody Danny Duke
- 2005: Cena uczuć (Undiscovered) jako Mick Benson
- 2007: 88 minut (88 Minutes) jako Guy LaForge
- 2007: Empatia (Empathy) jako Jimmy Collins
- 2010: Ksiądz (Priest) jako Owen Pace
- 2010: Open House jako Josh
- 2008: Restraint jako Andrew
- 2011: Druga twarz jako Brutus
- 2011: The Caller jako John Guidi
- 2013: Diabelska przełęcz (Devil’s Knot) jako John Fogelman
- 2015: Wstrząs (Concussion) jako dr Ron Hamilton
- 2015: Zabić Jezusa (Killing Jesus) jako Poncjusz Piłat
- 2016: Detour jako Vincent

### Seriale TV
- 1993-94: Conjugal Rites jako Philip Masefield
- 1995: Castles jako Martin Franks
- 1996: Kroniki braciszka Cadfaela (Cadfael) jako Godwin
- 1997: Grand jako Stephen Bannerman
- 1997: Sprawa dla Frosta (A Touch of Frost) jako detektyw Burton
- 1998: Ultraviolet jako Jack Beresford
- 1999: Nieśmiertelna (Highlander: The Raven) jako Jeremy Dexter
- 1999: Morderstwa w Midsomer (Midsomer Murders) jako Christopher Wainwright
- 1999: Life Support jako dr Tom Scott
- 2000: Peak Practice jako Chris Rhodes
- 2004: NY-LON jako Michael Antonioni
- 2005: Budząc zmarłych (Waking the Dead) jako Steven Hunt
- 2006: Na sygnale (Casualty) jako dr Mark Ellis
- 2007: Życie po falstarcie ( The Starter Wife) jako Sam
- 2008–2014: Czysta krew (True Blood) jako Bill Compton
- 2010: Fineasz i Ferb (Phineas and Ferb) jako Jared (głos)
- 2015: Posłaniec gniewu (The Bastard Executioner) jako Milus Corbett
- 2017: Punkt zapalny jako oficer Breeland

## Nagrody
Nagroda 2009 Spike TV Scream Award w kategorii „Najlepszy aktor w horrorze” za rolę Billa Comptona w „Czystej krwi”.